# Statsrådet sitter kvar
Statsrådet sitter kvar, utkommen 1978, är en detektivroman av pseudonymen Bo Balderson.
Efter svenska riksdagsvalet 1976 och den borgerliga valsegern får statsrådet ändå sitta kvar som justitieminister, och fortsätter att använda sin post som plattform för mordutredningar. Den här gången utreder han mordet på en textildisponent.

## Rollgalleri
- Statsrådet, justitieminister, sextonbarnsfar
- Vilhelm Persson, svåger till Statsrådet
- Siri Segerstedt, syssling till Statsrådet
- Hugo Holm, disponent i textilbranschen
- Harriet Molander, företagare i textilbranschen, fd maka till Hugo
- Bo Holm, informationssekreterare i kommunikationsdepartementet, son till Hugo och Harriet
- Birgitta Bodin, biträdande marknadschef på LM Ericsson, fästmö till Bo
- Karl Kannemo, konstnär, make till Karin
- Karin Kannemo, lågstadielärare, maka till Karl
- Rickard Rosenberg, litteraturkritiker, make till Rigmor
- Rigmor Rosenberg, miljökämpe, rökare, maka till Rickard
- Adolf Ahlman, advokat
- Bengtsson, hovmästare hos disponent Holm
- Lena Lindström, hembiträde hos disponent Holm